# South Berwick
South Berwick è una città degli Stati Uniti d'America, nella contea di York, nello Stato del Maine. La popolazione era di 6.671 abitanti nel censimento del 2000. South Berwick fu fondata nel 1631.